# Sigma1 Ursae Majoris
Pour les articles homonymes, voir Sigma Ursae Majoris.
Désignations
Sigma1 Ursae Majoris (en abrégé σ1 UMa) est une étoile géante de la constellation de la Grande Ourse. Avec une magnitude apparente visuelle de 5,14, elle est faiblement visible à l’œil nu lors des nuits sombres. L'étoile présente une parallaxe annuelle de 6,41 ± 0,08 mas mesurée par le satellite Gaia, ce qui permet d'en déduire qu'elle est distante de 156 ± 2 pc (∼509 al) de la Terre. À cette distance, sa magnitude visuelle est diminuée de 0,06 en raison de l'extinction créée par la poussière interstellaire présente sur le trajet de sa lumière jusqu'à la Terre.

## Propriétés
Sigma1 Ursae Majoris est une étoile géante rouge de type spectral K5 III. Il s'agit d'une variable suspectée avec une amplitude de 0,03 magnitude. Le rayon est de l'étoile est près de 48 fois supérieur à celui du Soleil. Elle est par ailleurs environ 560 fois plus lumineuse que le Soleil et sa température de surface est de 3 940 K.
Sigma1 Ursae Majoris est une étoile solitaire, qui ne possède pas de compagnon stellaire qui lui serait physiquement associé.

## Noms
σ1 Ursae Majoris constituait, avec π1, π2, σ2, ρ, 2 et 24 Ursae Majoris, l'astérisme arabe Al Ṭhibā, « la Gazelle ». Selon le catalogue d'étoiles du Mémorandum technique 33-507 - A Reduced Star Catalog Containing 537 Named Stars, Al Ṭhibā était le titre donné à sept étoiles ; 2 Ursae Majoris était connue comme Althiba I, π1 comme Althiba II, π2 comme Althiba III, ρ comme Althiba IV, σ1 comme Althiba V, σ2 comme Althiba VI et 24 Ursae Majoris comme Althiba VII.